# Sörnzig
Sörnzig ist ein Ortsteil der Gemeinde Seelitz im sächsischen Landkreis Mittelsachsen. Der Ort wurde am 1. Juli 1950 nach Steudten  eingemeindet, mit dem er am 1. Januar 1994 zur Großgemeinde Seelitz kam. 

## Geografie

### Geografische Lage und Verkehr

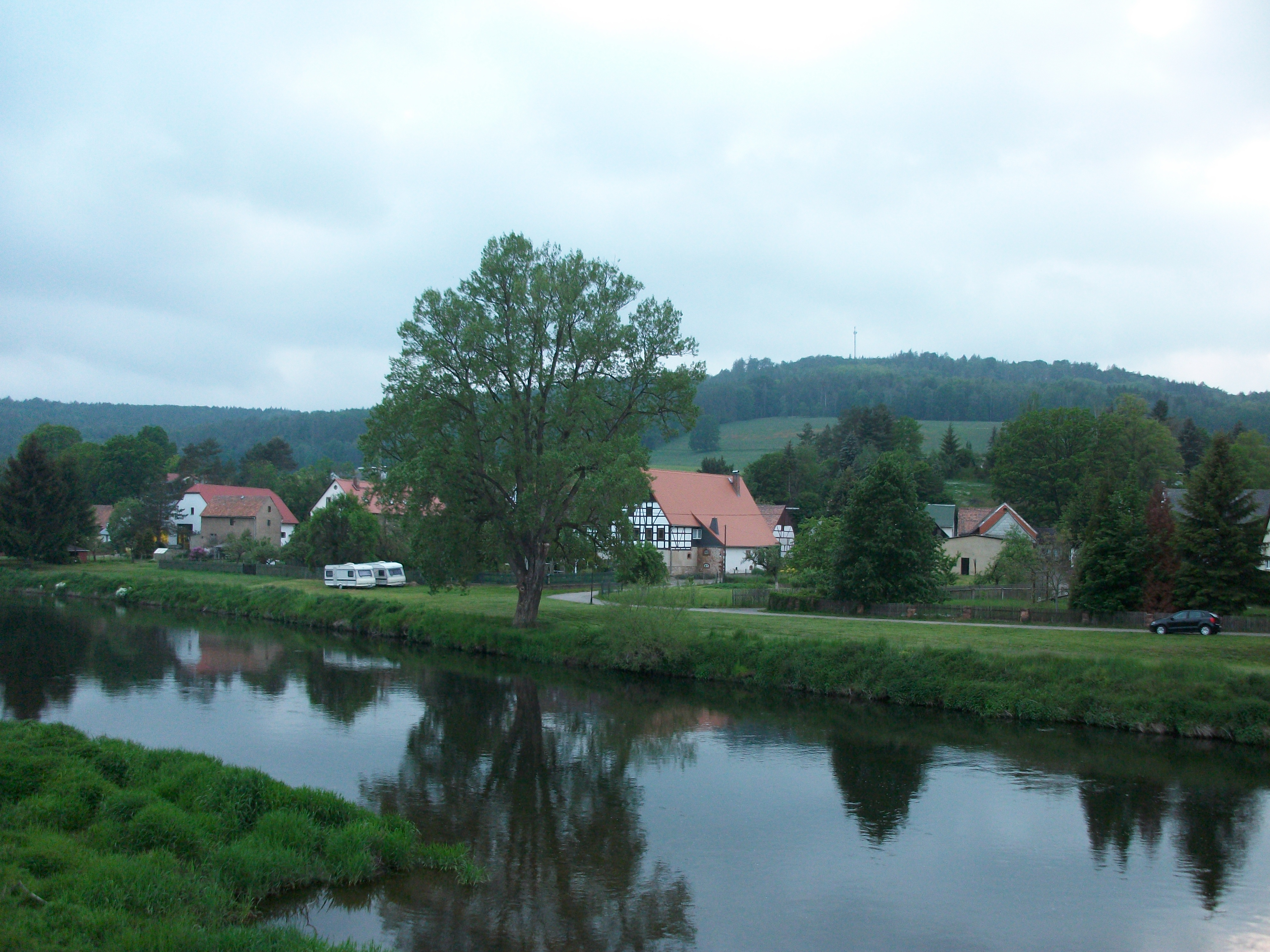
Blick auf Sörnzig mit dem Rochlitzer Berg

Sörnzig ist der westlichste Ortsteil der Großgemeinde Seelitz und der einzige Seelitzer Ortsteil, der westlich der Zwickauer Mulde liegt. Aufgrund der geografischen Lage zwischen dem Rochlitzer Berg im Westen und der Zwickauer Mulde im Osten besitzt der Ort nur eine Zufahrtsstraße in Richtung Rochlitz über die Bundesstraße 175. Der ebenfalls zu Seelitz gehörige Nachbarort Fischheim ist nur über eine Hängebrücke für Fußgänger erreichbar. Über diese führt die Via Porphyria.

### Nachbarorte
|             | Rochlitz                                    | Biesern  |
| Noßwitz     | Kompassrose, die auf Nachbargemeinden zeigt | Steudten |
| Wechselburg | Fischheim                                   |          |

## Geschichte

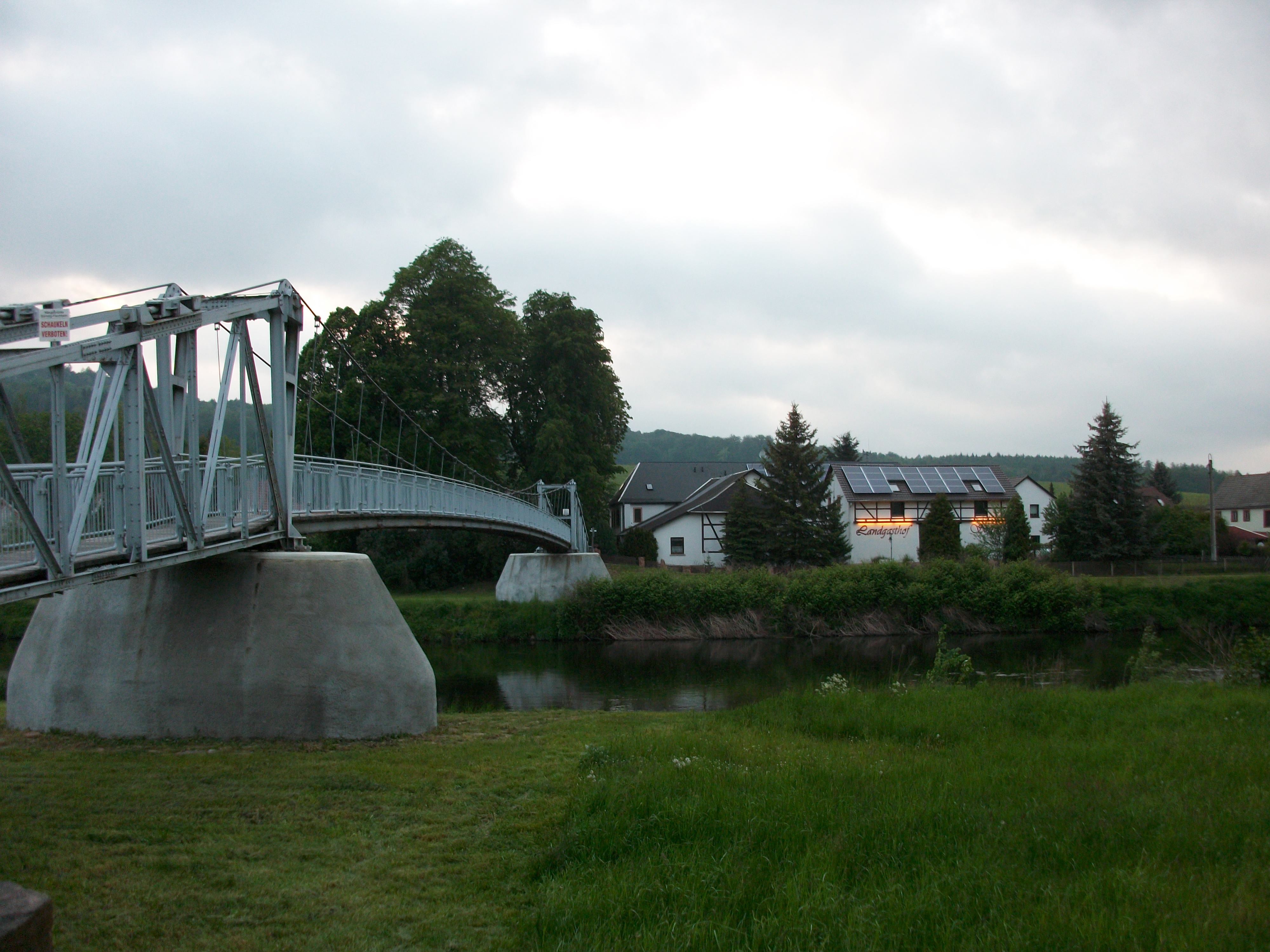
Hängebrücke Sörnzig–Fischheim

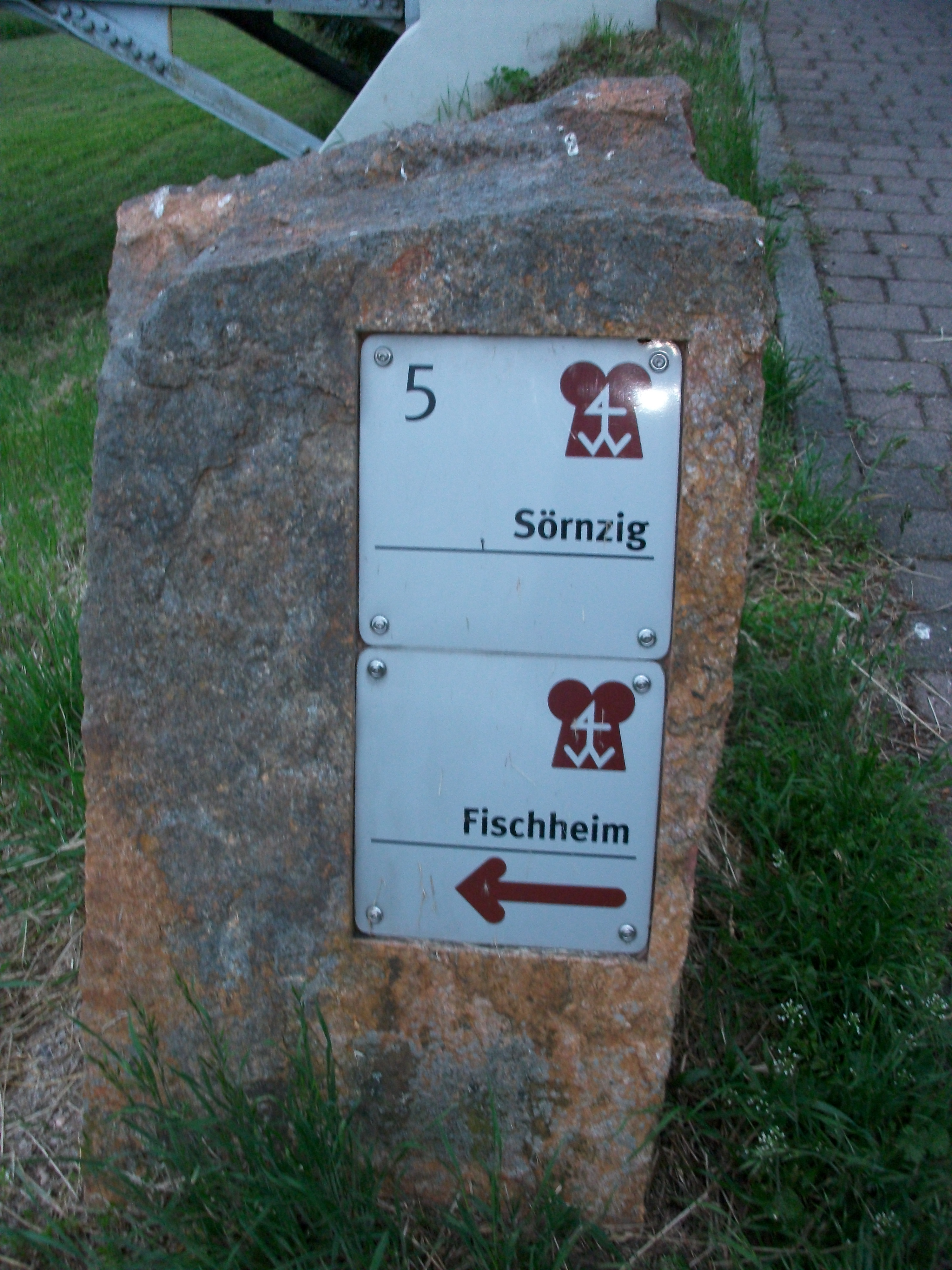
Via Porphyria, Wegweiser in Sörnzig

Sörnzig wurde im Jahr 1208 unter dem Namen „Zorneske“ erwähnt. Obwohl Sörnzig als Amtsdorf bis 1856 zum kursächsischen bzw. königlich-sächsischen Amt Rochlitz gehörte, hatte es gegenüber der schönburgischen Landesherrschaft Wechselburg gewisse Verpflichtungen. Dies war u. a. das Erbrecht, ein Lehnpferd zu halten und die Stege zur Zwickauer Mulde zu verrichten. Auch die Erbgerichtsbarkeit über den Ort stand der Herrschaft Wechselburg zu. Kirchlich ist der Ort seit jeher nach Rochlitz gepfarrt. Bei den im 19. Jahrhundert im Königreich Sachsen durchgeführten Verwaltungsreformen wurden die Ämter aufgelöst. Dadurch kam Sörnzig im Jahr 1856 unter die Verwaltung des Gerichtsamts Rochlitz und 1875 an die neu gegründete Amtshauptmannschaft Rochlitz.
Am 1. Juli 1950 wurde Sörnzig nach Steudten eingemeindet. Durch die zweite Kreisreform in der DDR im Jahr 1952 wurde Sörnzig als Ortsteil der Gemeinde Steudten dem Kreis Rochlitz im Bezirk Chemnitz (1953 in Bezirk Karl-Marx-Stadt umbenannt) angegliedert, der ab 1990 als sächsischer Landkreis Rochlitz fortgeführt wurde und 1994 im neu gebildeten Landkreis Mittweida und 2008 im Landkreis Mittelsachsen aufging. Durch die Eingemeindung der Gemeinde Steudten nach Seelitz ist Sörnzig seit dem 1. Januar 1994 ein Ortsteil der Großgemeinde Seelitz.

## Kulturdenkmale und Sehenswürdigkeiten
Für die Kulturdenkmale des Ortes siehe die Liste der Kulturdenkmale in Sörnzig. 
- Hängebrücke Sörnzig–Fischheim
- Rochlitzer Berg